# R4: Ridge Racer Type 4
R4: Ridge Racer Type 4 — четверта відеогра з серії Ridge Racer на PlayStation, вийшла в продаж 3 грудня 1998.
На відміну від деяких інших ігор в серії, ця гра розроблялась тільки для домашньої консолі, і не має версії ігрових автоматів.
Це остання гра із серії Ridge Racer яка була випущена для PlayStation. В грі є 8 гоночних трас і 321 транспортних засобів, з яких всі є вигаданими. Ця гра була однією з перших ігор на PlayStation, яка мала потужну візуальну глибину. Також це перша гра з серії Ridge Racer, на якій є функція поділу екрана на два режими.

## Ігровий процес
Основний режим гри «Grand Prix», де гравці можуть взяти на себе роль гонщика вигаданих «Перегонів Гран-прі 1999 року». Гран-прі ділиться на 4 етапи: 2 кваліфікаційні траси, 2 чверть-фінальні, 3 півфінальні і одну фінальну гонку, яка проходить напередодні нового 1999 року — між якими гравець отримує або новий автомобіль, зовнішній вигляд яких залежить від місця в перегонах.
Для того, щоб розблокувати кожен з автомобілів, гравець повинен пройти Гран-прі кожною з компаній і фірм.
До R4 увійшли два різновиди автомобілів: дрейфуючі (автомобіль ковзає при гальмуванні на поворотах) і недрейфуючі (автомобіль не ковзає при гальмуванні на поворотах, гальмує).

### Гоночні команди
- Dig Racing Team (США) — команда працює на чолі з Робертом Крісманом, ця організація переживає важкі часи, після того, директор команди урізав фінансування. Ця група є експертом з налаштувань автомобілів, але складність проходження гри вибравши цю команду — найважче.
- Pac Racing Club (Японія) — новостворена команда на чолі з Шінджі Язакі, що роблять свої автомобілі на помірному рівні, команда ідеально підходить для середнього рівня гравців.
- Racing Team Solvalou (Італія) — елітна компанія на чолі з харизматичним Енкі Гілбертом. Команда домінує у «Перегонах Гран-прі 1999 року». Автомобілі цієї компанії відрізняються найвищою максимальною швидкістю з-поміж віх команд.
- R.C Micro Mouse Mappy (Франція) — компанією керує жінка на ім'я Софі Шевальє, що прийшла на зміну своєму хворому дідусю. Команда ідеально підходить для початківців, автомобілі легше контролювати, ніж у інших команд але швидкість автомобіля на найнижчому рівні. Компанія цікава своєю незвичайною штаб-квартирою, яка розташована усередині гаража.

В грі, траса Out of Blue

### Гоночні траси
- Helter-Skelter — в Йокогамі;
- Wonderhill — в Фукуоці;
- Edge of the Earth — в Нью-Йорку;
- Out of Blue — в Йокогамі;
- Phantomile — в Йокогамі;
- Brightest Nite — в Нью-Йорку;
- Heaven and Hell — в Фукуоці;
- Shooting Hoops — в Лос-Анджелесі;